# Nya perspektiv (sång)
"Nya perspektiv" är en sång från 1975 av den svenske musikern Ola Magnell. Den finns med på hans andra studioalbum Nya perspektiv (1975).
Låten spelades in i Metronomes studio och producerades av Anders Burman och Thommie Fransson. Tekniker var Janne Hansson, Lasse Holmberg och Rune Persson.
Låten vänder sig till den som upplever en livskris där etablerade sanningar ifrågasätts och vänner sviker, men vänder detta till något positivt, att det är "då, först då som saker börjar hända, det är då som du kan börja skönja nya perspektiv".
I satirisk form exemplifierade Magnell krisartade omvälvningar med samtida personer som råkade ut för absurda, otänkbara fiktiva företeelser, till exempel att Sven Stolpe skulle få Das Kapital i läxa, att den välkände skatteplanerande Mogens Glistrup skulle bli dömd för skattebrott eller att Donny Osmond skulle bli vald till Norges president. Tillvarons omvälvande natur blev i någon mening besannad när Mogens Glistrup 1983 faktiskt blev dömd för skattebrott.
Sanna Carlstedt tolkade låten på tributalbumet Påtalåtar - en hyllning till Ola Magnell (2005). Därutöver har låten i Magnells version medtagits på samlingsalbumet Ola Magnell: 74-87 (1994) samt Ola Magnell: Guldkorn (2000).

## Medverkande
- Lasse Englund – gitarr
- Jesper Lindberg – banjo
- Ola Magnell – sång, gitarr, munspel
- Christian Paulin – elbas

### Fotnoter
1. 1 2  ”Ola Magnell”. Svensk mediedatabas. http://smdb.kb.se/catalog/search?q=ola+magnell&sort=OLDEST. Läst 24 januari 2013.
2. ↑  ”Nya perspektiv”. Discogs.com. http://www.discogs.com/Ola-Magnell-Nya-Perspektiv/release/1564476. Läst 24 januari 2013.
3. ↑  Gradvall et al (2009), #445
4. ↑  Per Sabroe (23 juni 1983). ”Tre års fängelse dom mot Glistrup”. Svenska Dagbladet. https://www.svd.se/arkiv/1983-06-23/1.